# Tiffany (estil)

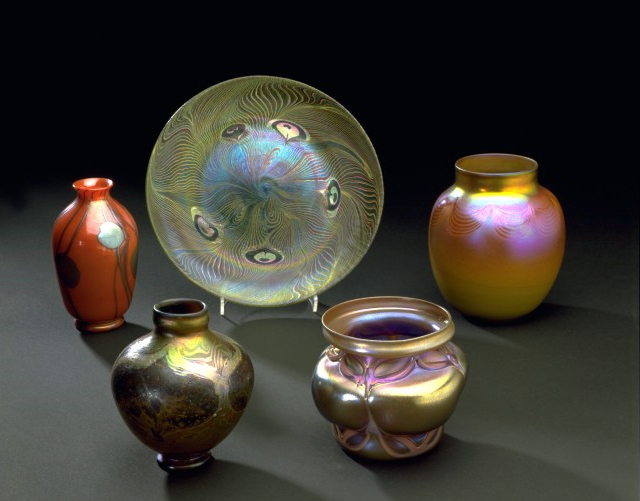
Exemples de vidre bufat fet amb la tècnica favrile

Tiffany és el nom que va rebre l'adaptació als Estats Units del moviment artístic internacional de finals del segle xix conegut com a modernisme. En realitat, tan sols les arts aplicades derivades del vidre -vitralls, làmpades, gerros, etc.- i de la ceràmica varen desenvolupar un estil propi americà. En la resta de disciplines artístiques, la producció nord-americana es considera —i així l'anomenaven els seus contemporanis— art nouveau. Pel que fa a l'arquitectura, també denominada art nouveau, en realitat es poden trobar obres derivades del Mackintosh escocès i del Jugendstil.
El nom prové de Louis Comfort Tiffany, un dissenyador d'interiors i l'artista més destacat en el desenvolupament d'un llenguatge nord-americà propi dins el moviment internacional. Va ser famós per les seves obres en vidre i derivats realitzats a partir d'una tècnica patentada per ell anomenada favrile.

## Història

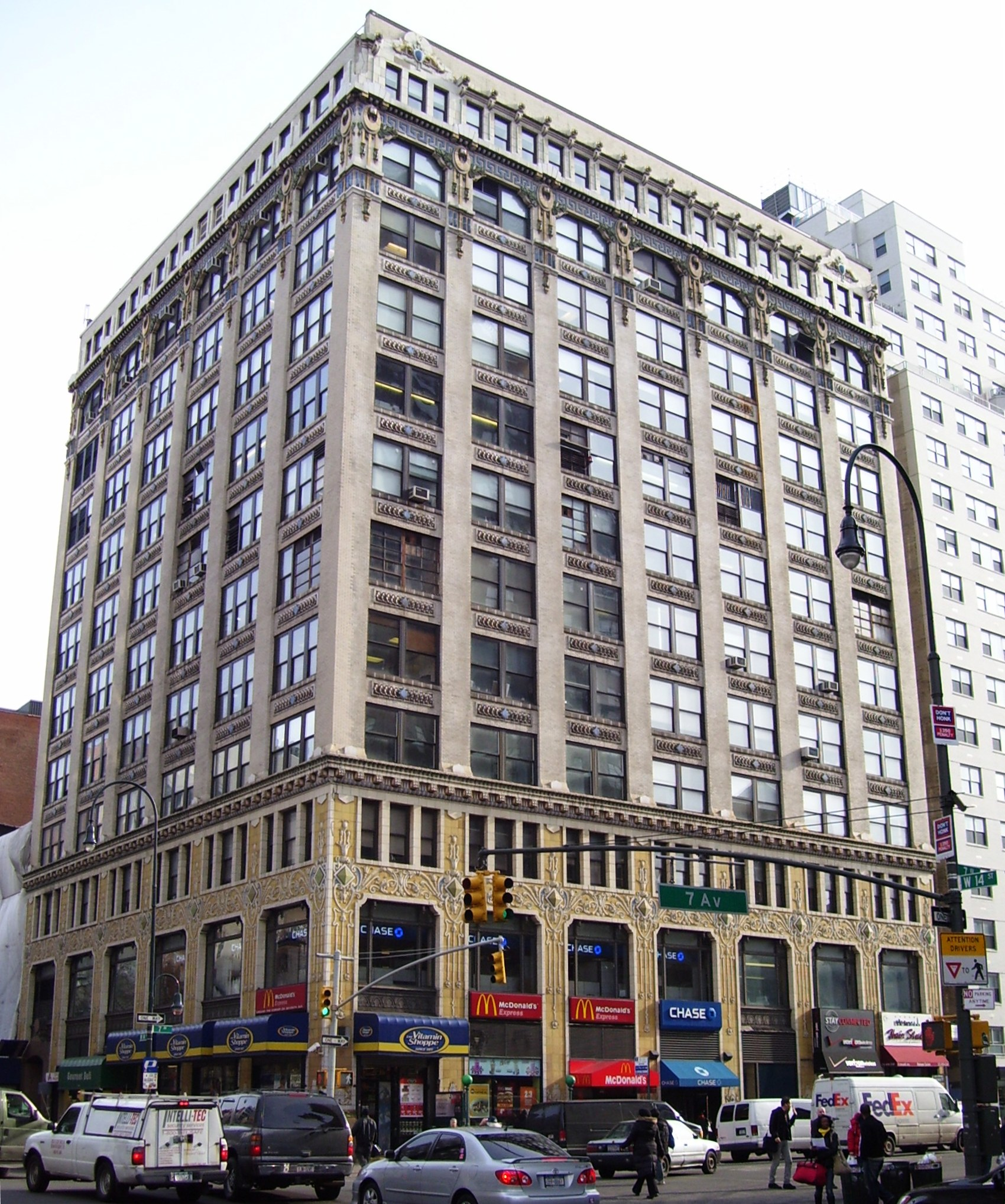
Edifici al carrer 14 en una transició de l'art nouveau a l'art déco

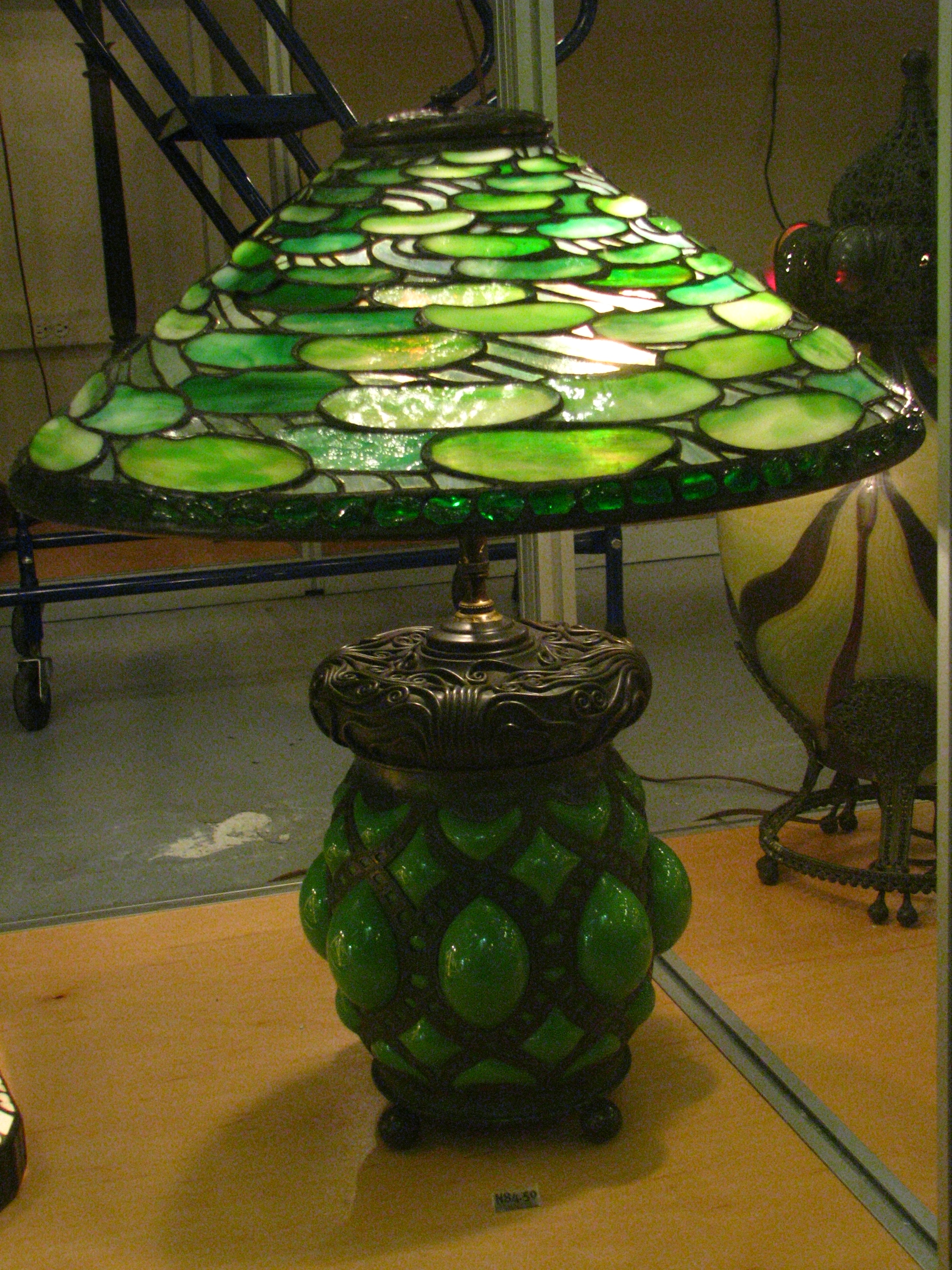
Làmpada tiffany

El final de la Guerra civil, el 1865, va anar seguit d'un gran desenvolupament econòmic impulsat pel desplegament del ferrocarril i la riquesa creada al seu pas. El període de fi de segle ve acompanyat de l'aparició de grans fortunes amb capacitat per abordar grans inversions, però també una certa tendència a la "compra compulsiva", pròpia de classes benestants de creació emergent ràpida. És un període en què es construeixen mansions opulentes, sovint sense un estil clarament definit, i s'adquireixen objectes i obres d'art, majoritàriament de procedència europea. Es tractava d'un país nou i ric, amb una gran capacitat d'innovació en els negocis i en la tecnologia que, d'una banda, tenia una tradició cultural escassa per la seva joventut i, de l'altra, havia nascut com a trencament d'una Europa massa tradicionalista i poc innovadora. Si l'aparició de l'art nouveau s'alineava amb les seves ànsies de "modernitzar" i no repetir models heretats, també sentien que els calia trobar un estil propi per a deixar de ser culturalment dependents del vell continent. El mateix Hector Guimard encoratjava els artistes americans des de la revista Architectural Record el 1902: 
| «         | Considerant que l'art nouveau travessa avui l'oceà per arribar als seus confins, espero que els meus col·legues americans no s'acontentaran amb ser mers copistes, sinó que seran creadors. Jo crec que els principis que els guien quan fan arquitectura francesa també els permetran simplement crear fàcilment un art americà que els seus lúcids compatriotes esperen molt ansiosament. | » |
| — Guimard | |   |

Charles Lewis Tiffany (1812-1902) havia estat produint des dels anys 1870 peces de joieria basades en dissenys de la cultura islàmica i en l'art japonès, que seria també una de les línies d'inspiració de l'art nouveau. Gràcies a un dels seus dissenys havia guanyat un premi en l'Exposició Universal de París de 1878, rivalitzant amb les obres inspiradores de l'art nouveau. El seu fill Louis Comfort Tiffany, de qui deriva el nom de l'estil, va seguir les passes del seu pare i va estar present en totes les fires i exposicions d'art del fin de siècle, on començaven a guanyar prestigi el disseny de les seves làmpades de vitralls multicolor. Va ser tant reconeguda la seva qualitat que va arribar a rebre la Legió d'Honor per la seva participació en l'Exposició Universal de París de 1900 —emblemàtica per al moviment nouveau— i el primer premi en l'Exposició Internacional d'Art Decoratiu i Modern de 1902 a Torí —punt d'enlairament del liberty italià.
Samuel Bing, el propietari de la botiga l'Art Nouveau, estava impressionat amb l'obra de Tiffany, la qual considerava un assoliment americà. Va viatjar pels Estats Units entre 1891-1894 per acabar escrivint l'influent llibre Artistic America, en què comentava la millor posició dels americans per a ser transformadors, perquè no estaven lligats pels records. Hi identificava Moore, Tiffany, La Fargue i Coleman com els quatre actors més destacats en el desenvolupament del gust del moment als Estats Units. La difusió feta per Bing a França va fructificar en un encàrrec a Tiffany per realitzar una sèrie de vitralls dissenyats per artistes francesos famosos com Pierre Bonnard, Paul Ranson o Toulouse-Lautrec. A més, Bing va aconseguir la distribució de productes Tiffany a Europa.